# Hank Harrison
Hank Harrison, född 17 juni 1941 i Monterey, Kalifornien, död 23 januari 2022, var en amerikansk författare och pappa till Courtney Love.
Han har bland annat skrivit böcker om Kurt Cobain och Grateful Dead, ett band som han jobbade som roadie åt.